# Lijst van voetbalinterlands Irak - Taiwan
Deze lijst van voetbalinterlands is een overzicht van alle officiële voetbalwedstrijden tussen de nationale teams van Irak en Taiwan (Chinees Taipei). De landen hebben tot op heden vijf keer tegen elkaar gespeeld. De eerste ontmoeting, een wedstrijd tijdens de Aziatische Spelen 1974, was op 5 september 1974 in Teheran (Iran). De laatste confrontatie, een kwalificatiewedstrijd voor het Wereldkampioenschap voetbal 2018, was op 17 november 2015 in Kaohsiung.

## Wedstrijden
| № | Plaats    | Datum            | Competitie             | Wedstrijd             | Uitslag |
| - | --------- | ---------------- | ---------------------- | --------------------- | ------- |
| 1 | Teheran   | 5 september 1974 | Aziatische Spelen 1974 | Irak − Taiwan         | 1 − 0   |
| 2 | Amman     | 9 juni 2004      | WK 2006 kwalificatie   | Irak − Chinees Taipei | 6 − 1   |
| 3 | Taipei    | 8 september 2004 | WK 2006 kwalificatie   | Chinees Taipei − Irak | 1 − 4   |
| 4 | Teheran   | 3 september 2015 | WK 2018 kwalificatie   | Irak − Chinees Taipei | 5 − 1   |
| 5 | Kaohsiung | 17 november 2015 | WK 2018 kwalificatie   | Chinees Taipei − Irak | 0 − 2   |

## Samenvatting
| Competitie        | Totaal gespeeld | Winst Irak | Gelijk | Winst Chinees Taipei | Doelsaldo Irak – Chinees Taipei |
| ----------------- | --------------- | ---------- | ------ | -------------------- | ------------------------------- |
| WK-kwalificatie   | 4               | 4          | 0      | 0                    | 17 − 3                          |
| Aziatische Spelen | 1               | 1          | 0      | 0                    | 1 − 0                           |
| Totaal            | 5               | 5          | 0      | 0                    | 18 − 3                          |

IFA · A-internationals · Statistieken · Iraaks vrouwenelftal · Irak U21 · Irak U20 · Irak U19 · Irak U18 · Irak U17
1950 – 1969 ·
1970 – 1979 ·
1980 – 1989 ·
1990 – 1999 ·
2000 – 2009 ·
2010 – 2019 ·
2020 − 2029
Afghanistan ·
Algerije ·
Argentinië ·
Australië ·
Azerbeidzjan ·
Bahrein ·
België ·
Bolivia ·
Botswana ·
Brazilië ·
Cambodja ·
Chili ·
China ·
Colombia ·
Congo-Kinshasa ·
Cyprus ·
DDR ·
Ecuador ·
Egypte ·
Estland ·
Filipijnen ·
Finland ·
Ghana ·
Guinee ·
Hongkong ·
India ·
Indonesië ·
Iran ·
Japan ·
Jemen ·
Jordanië ·
Kazachstan ·
Kenia ·
Kirgizië ·
Koeweit ·
Libanon ·
Liberia ·
Libië ·
Macau ·
Maleisië ·
Marokko ·
Mauritanië ·
Mexico ·
Myanmar ·
Nepal ·
Nieuw-Zeeland ·
Noord-Korea ·
Oeganda ·
Oezbekistan ·
Oman ·
Pakistan ·
Palestina ·
Paraguay ·
Peru ·
Polen ·
Qatar ·
Roemenië ·
Rusland ·
Saoedi-Arabië · 
Sierra Leone · 
Singapore ·
Soedan ·
Spanje · 
Sri Lanka ·
Syrië · 
Tadzjikistan · 
Taiwan · 
Thailand · 
Trinidad en Tobago ·
Tunesië ·
Turkije ·
Turkmenistan ·
Uruguay ·
Verenigde Arabische Emiraten ·
Vietnam ·
Zambia ·
Zuid-Afrika ·
Zuid-Jemen ·
Zuid-Korea
CTFA ·
Bondscoaches ·
vrouwenvoetbalelftal ·
Topscorers
Afghanistan ·
Australië ·
Bahrein ·
Bangladesh ·
Brunei ·
Cambodja ·
Fiji ·
Filipijnen ·
Grenada ·
Guam ·
Hongkong ·
India ·
Indonesië ·
Irak ·
Iran ·
Israël ·
Japan ·
Jordanië ·
Kenia ·
Kirgizië ·
Koeweit ·
Laos ·
Macau ·
Maleisië ·
Mongolië ·
Myanmar ·
Nepal ·
Nieuw-Zeeland ·
Noord-Korea ·
Oezbekistan ·
Oman ·
Oost-Timor ·
Pakistan ·
Palestina ·
Panama ·
Saint Kitts en Nevis ·
Salomonseilanden ·
Saoedi-Arabië ·
Singapore ·
Sri Lanka ·
Syrië ·
Thailand ·
Trinidad en Tobago ·
Turkmenistan ·
Vietnam ·
Zuid-Korea ·
Zuid-Vietnam